# Alfred Faure (homme politique)
Pour les articles homonymes, voir Alfred Faure et Faure.
Alfred Faure est un homme politique français né le 20 août 1850 à Briançon (Hautes-Alpes) et décédé le 21 avril 1939 à Décines (Rhône).
Professeur d'histoire naturelle à l'école vétérinaire de Lyon, il est conseiller municipal de Lyon de 1888 à 1900 et député du Rhône de 1895 à 1898.
Il devient directeur de l'École nationale vétérinaire de Lyon en 1911 et prend sa retraite en 1914.

## Source
- « Alfred Faure (homme politique) », dans le Dictionnaire des parlementaires français (1889-1940), sous la direction de Jean Jolly, PUF, 1960 [détail de l’édition]